# Low Reef
Low Reef är ett rev i Sydgeorgien och Sydsandwichöarna (Storbritannien). Det ligger utanför Annenkov Island cirka 11 km utanför Sydgeorgiens kust. Det finns inga samhällen i närheten. 